# Барбарис Тунберґа

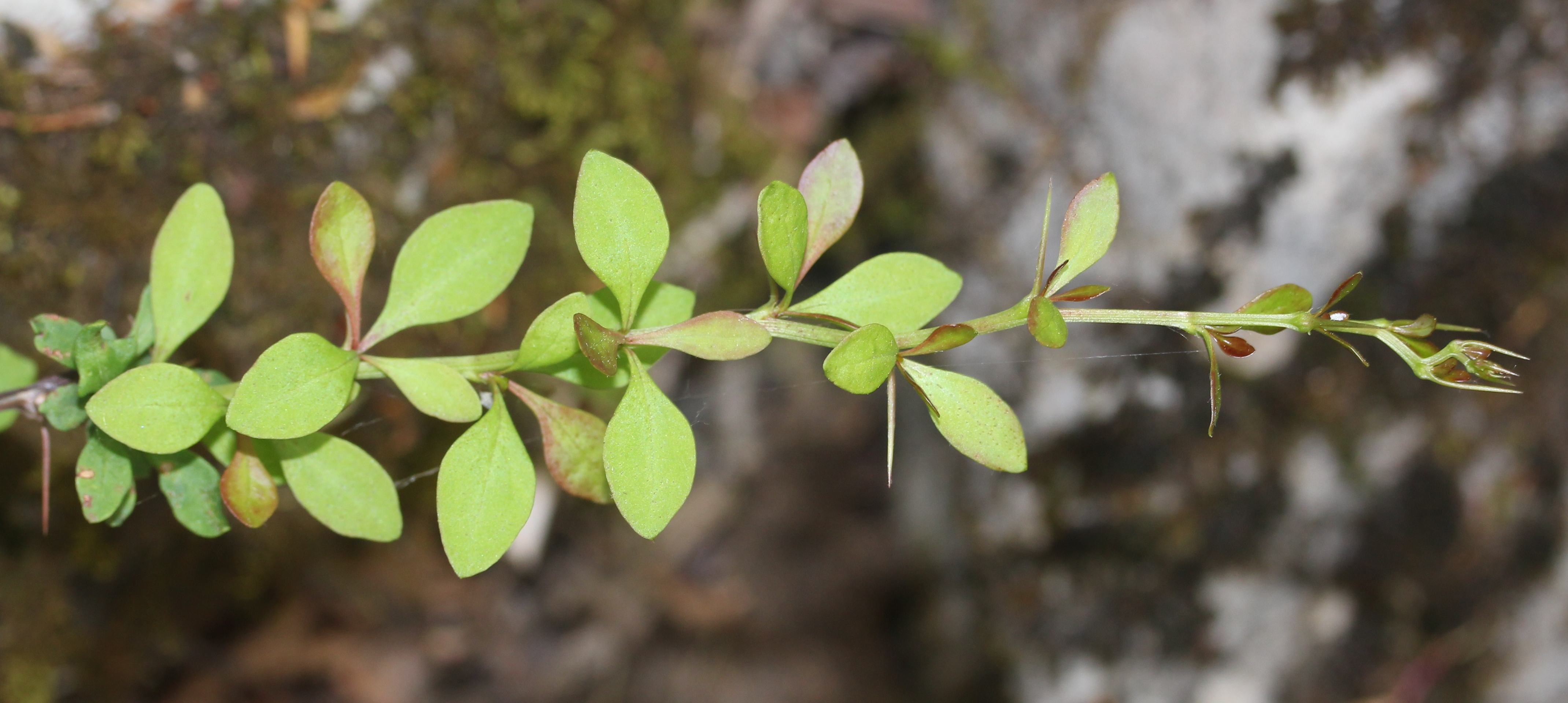
Листя і колючки

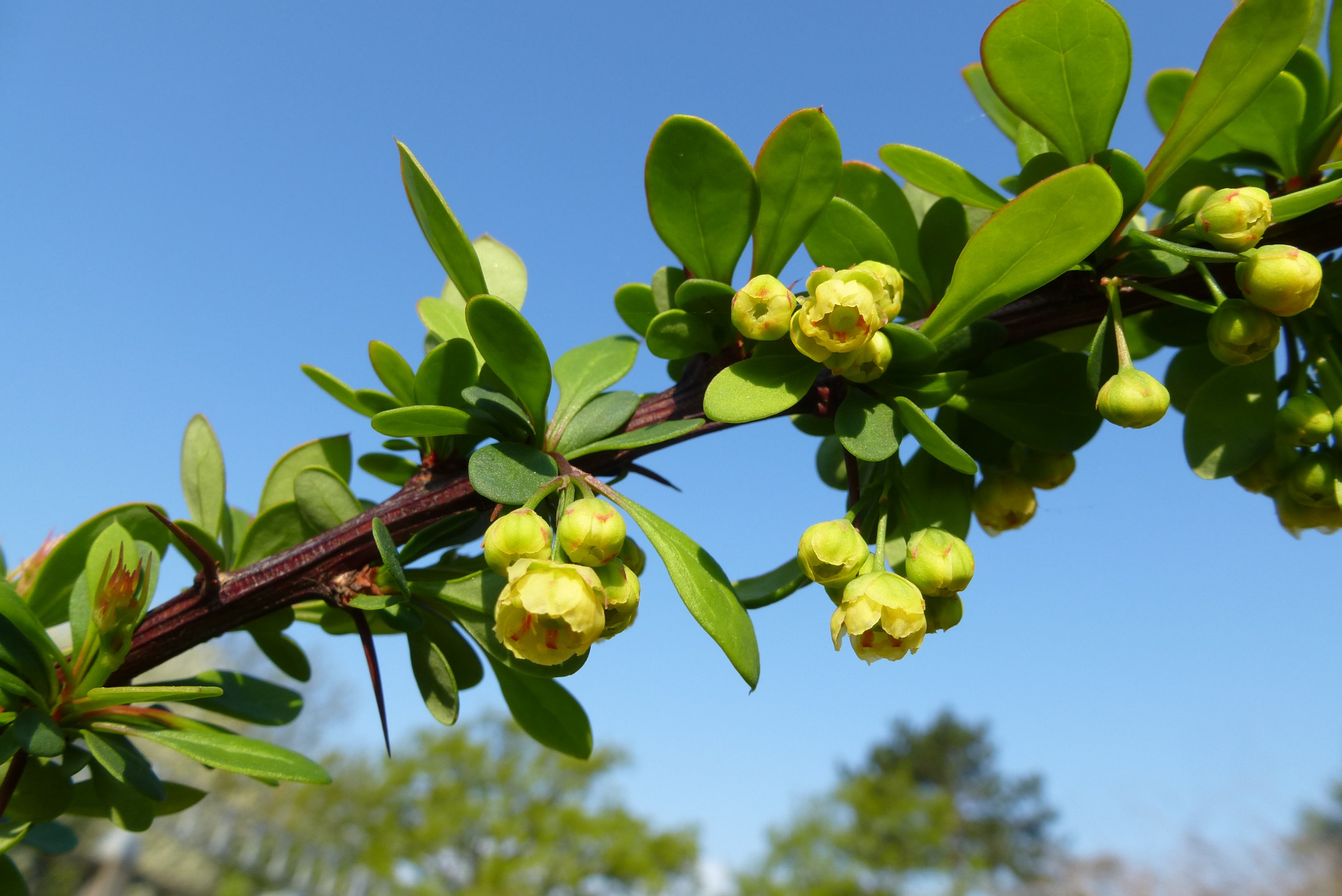
Суцвіття

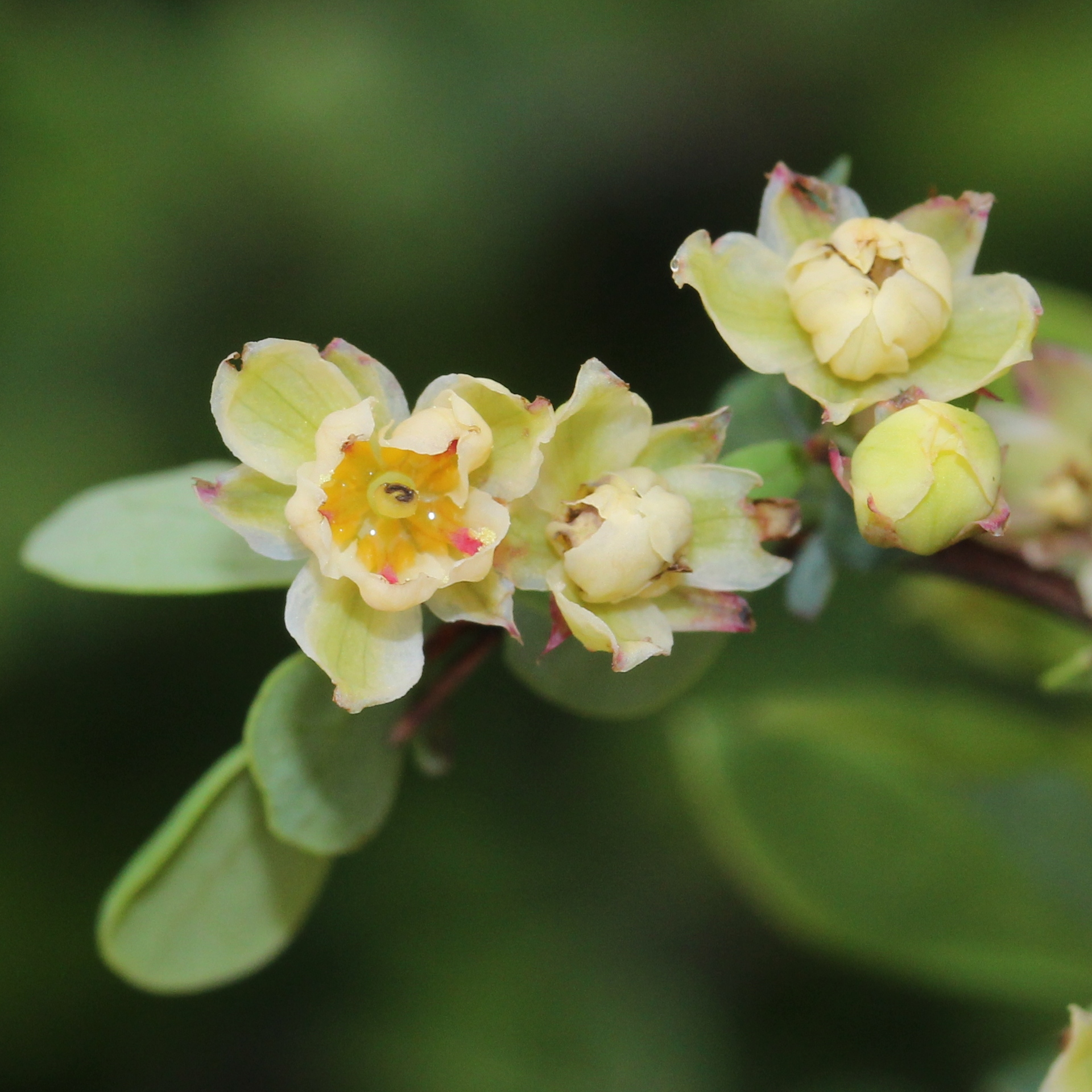
Цвіт барбарису

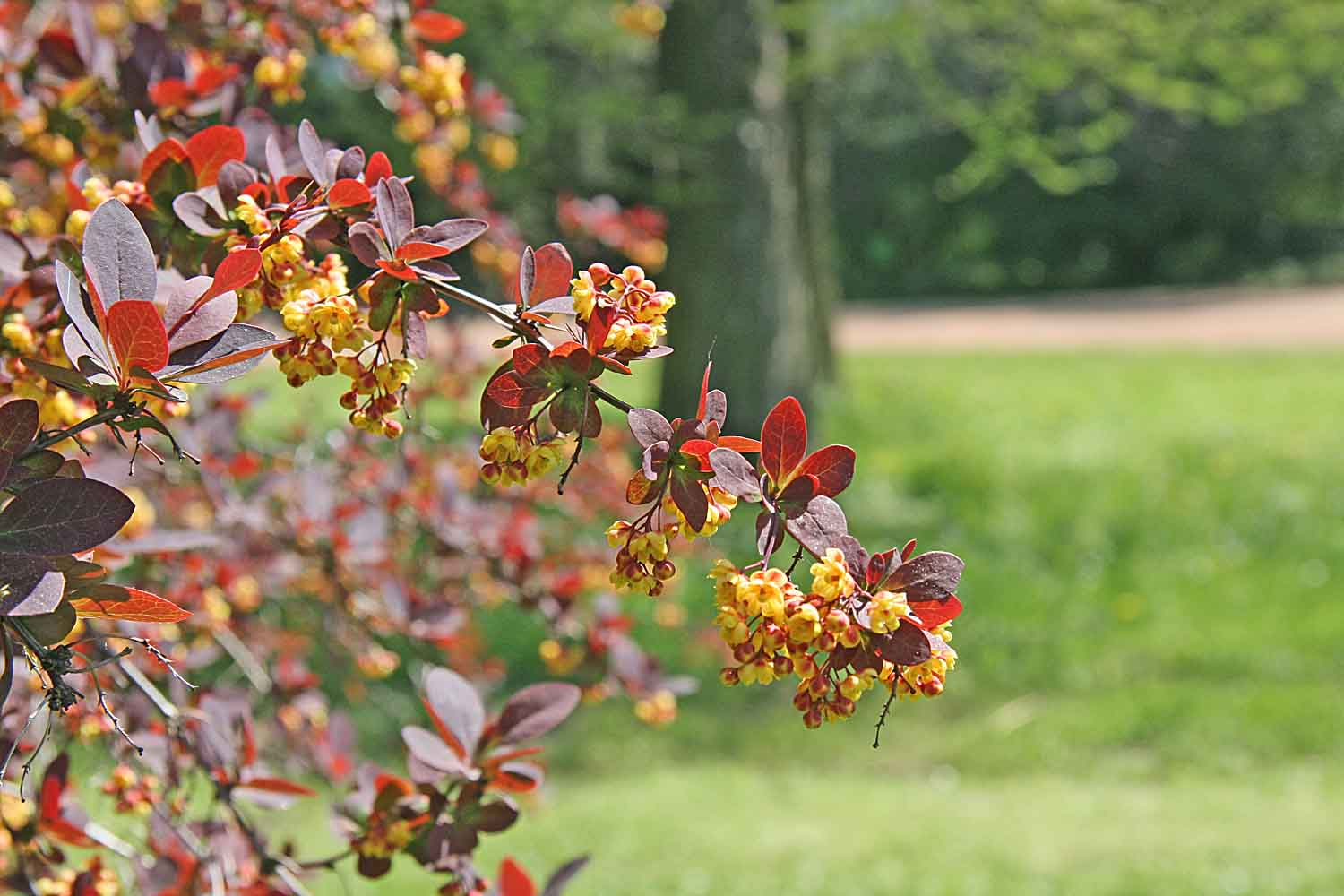
Барбарис Тунберґа 'Atropurpurea'. Цвіт темнолистого сорту

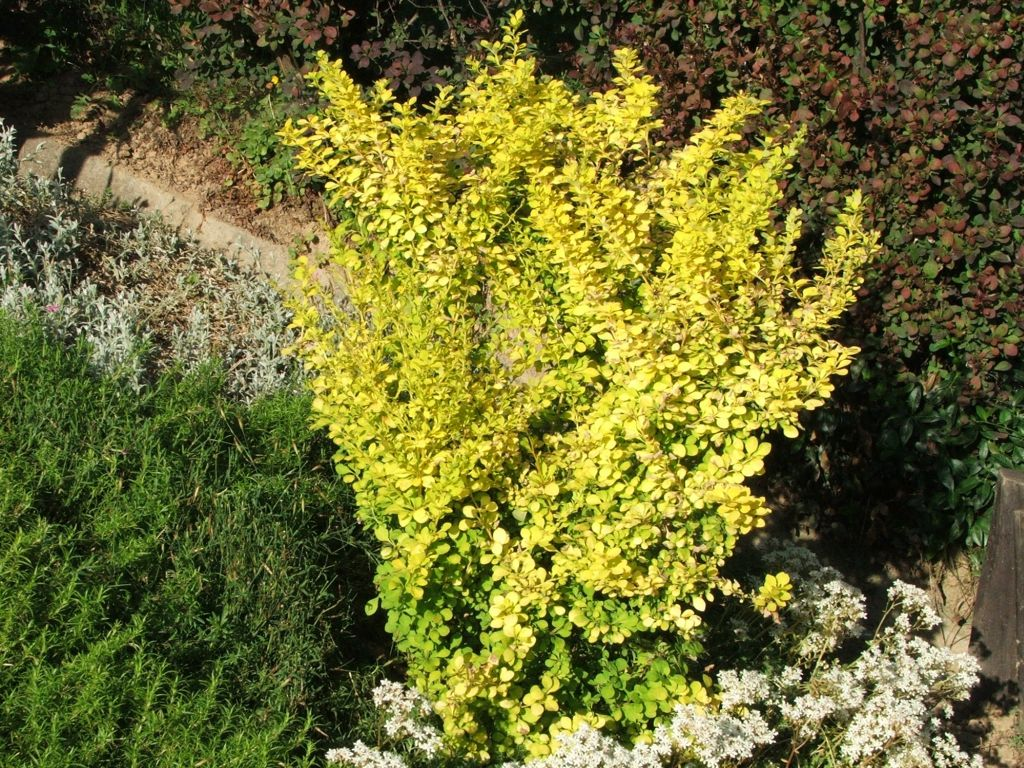
Барбарис Тунберґа "Ауреа". Сорт з жовтим листям

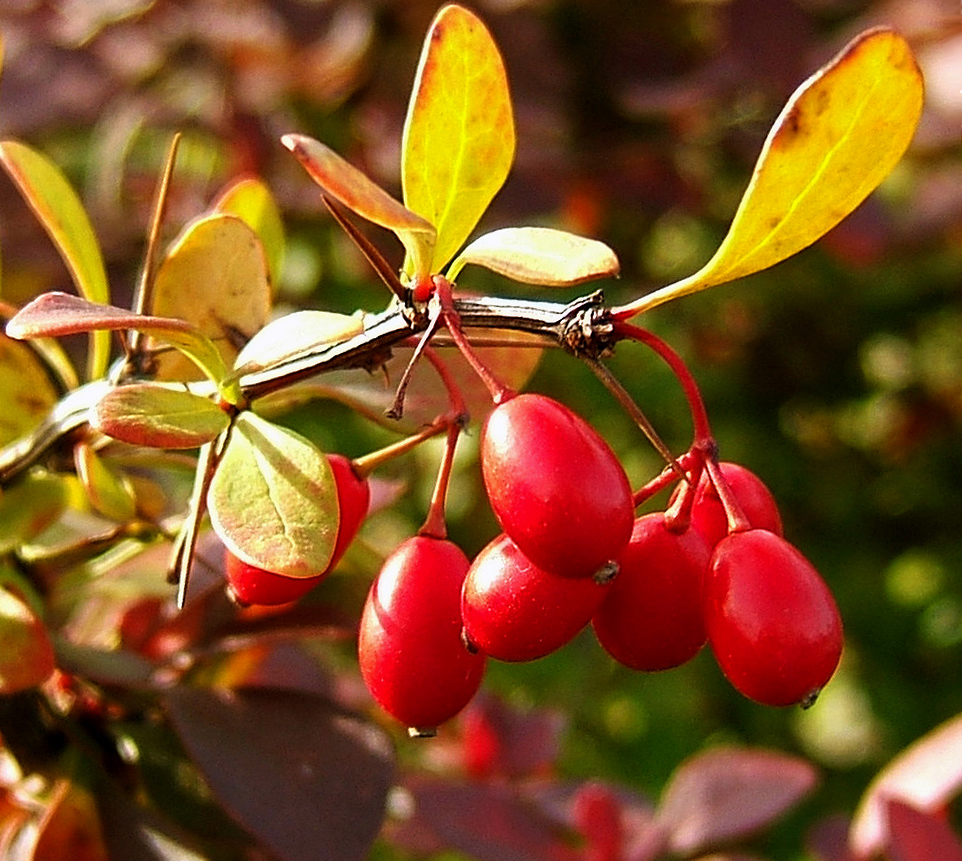
Барбарис Тунберґа. Ягоди і листя з початком осіннього забарвлення

Барбарис Тунберґа (Berberis thunbergii) — широко розповсюджений декоративний вид рослин родини барбарисових (Berberidaceae). Барбарис Тунберґа походить з Японії і був завезений до Європи у 18 столітті. Зразок привезений у 18 столітті шведським природознавцем Карлом Петером Тунберґом. Відповідно до флори Китаю, цей вид початково не траплявся в Китаї.

## Опис
Невибагливий листопадний чагарник, може досягати до 2 метрів заввишки. Він росте вертикально, має щільну, густо розгалужену структуру і поодинокі колючки на гілочках.
Світло-зелене, короткочерешкове, округле або тупе, іноді колюче, шкірясте, голе листя оберненояйцеподібне, лопатчасте, цілісне, приблизно від 1 до 3 см завдовжки. Їх осіннє забарвлення коливається від яскраво-помаранчевого до карміново-червоного. Колючки на листі зазвичай поодинчі, від 5 до 15 мм завдовжки.
Маленькі жовті квітки з'являються в китицях до п'яти. Цвіте барбарис Тунберґа з квітня до травня. Стеблові, гермафродитні трійчасті квітки з подвійною оцвітиною. 6 чашолистків у двох колах від жовто-зеленого до злегка червонуватого кольору, внутрішні 3 більші і довжиною до 5 міліметрів. 6 пелюсток у двох колах, з двома нектарниками біля основи, мають довжину до 6 міліметрів, звернені вертикально. Є 6 коротких тичинок і верхня подовжена зав'язь з великою, майже сидячою приймочкеою. Тичинки чутливі до дотику, як у барбарису звичайного.
Восени з'являються еліптично-оберненояйцеподібні, червоні, до 8 міліметрів завдовжки, одно-двонасінні, гладенькі, блискучі ягоди.
Кількість хромосом 2n = 28.

## Розмноження
Барбарис Тунберґа можна розмножувати як генеративно, так і вегетативно.
Насіння висівають відразу після збору або стратифікують і тоді вже висівають навесні.
Вегетативне розмноження відбувається з грудня до березня за допомогою здерев'янілих або напівздерев'янілих живців довжиною близько 12 см. Живці стромляють у легкий субстрат, якому не дають висихати.

## Хвороби та шкідники
Барбарис Тунберґа іноді зазнає інфекції попелицею або борошнистою росою. На відміну від Berberis vulgaris, він не є проміжним господарем гриба іржі зернових культур.

## Токсини, дія, симптоми
Як і всі види барбарису, барбарис Тунберґа містить алкалоїд берберин, головним чином у листі, корі та коренях. Якщо його з'їсти, це може викликати проблеми зі шлунком, блювоту, діарею, сонливість, задишку, судоми та навіть запалення нирок.

## Використання
Квіти барбарисів, барвисте забарвлення листя та ягоди, що з'являються восени, спонукають до використання багатьох сортів барбарису Тунберґа як декоративних кущів у садах і парках. Вони також служать медоносом для бджіл.

## Сорти та гібриди
- Berberis thunbergii 'Atropurpurea', культивується з 1913 року. Середньовисокий, густо розгалужений, щільно прилягаючий кущ. Висота 2 - 3 м, ширина 2 - 3 м. Колір листя від червоного до фіолетового, найбільш інтенсивне забарвлення в період бутонізації. Колір восени -- червоний кармін.
- Berberis thunbergii 'Atropurpurea Nana', походить з Нідерландів у 1942 році.
- Berberis thunbergii 'Aurea', культивується з 1950 року
- Berberis thunbergii 'Bagatelle' (схрещування Berberis thunbergii 'Kobold' і Berberis thunbergii 'Atropurpurea Nana'), з 1971 р.
- Berberis thunbergii 'Crimson Pygmy' Синонім для Berberis thunbergii 'Atropurpurea Nana'
- Berberis thunbergii "Dart's Red Lady"
- Berberis thunbergii 'Erecta'
- Berberis thunbergii 'Little Favorite' Синонім для Berberis thunbergii 'Atropurpurea Nana'
- Berberis thunbergii 'Golden Ring', з 1950 року
- Berberis thunbergii 'Green Carpet'
- Berberis thunbergii 'Harlequin', від 1969
- Berberis thunbergii 'Helmond Pillar'
- Berberis thunbergii 'Keller's Surprise'
- Berberis thunbergii 'Kelleriis', з Данії
- Berberis thunbergii 'Kobold', 1950 виведений у Нідерландах
- Berberis thunbergii 'Pink Queen', vor 1958 виведений у Нідерландах
- Berberis thunbergii 'Red Chief', 1942, Нідерланди
- Berberis thunbergii 'Red Pillar'
- Berberis thunbergii 'Rose Glow', виведений у Нідерландах у 1957 році
- Berberis thunbergii 'Silver Beauty'
- Berberis thunbergii var. maximowiczii

Гібрид між Berberis thunbergii та Berberis vulgaris називається Berberis ×ottawensis, гібрид між Berberis thunbergii та Berberis julianae називається Berberis ×mentorensis .

## Подібність доBerberis vulgaris
Основна відмінність між цими двома видами рослин полягає в тому, що барбарис Тунберґа має менше, округле листя, а барбарис звичайний має більше пилчасте листя. Також його тонкі колючки поодинчі, а не трійчасті, як у B. vulgaris.

## Веб-посилання
- Berberis thunbergii на Germplasm Resources Information Network (GRIN), USDA, ARS, National Genetic Resources Program. National Germplasm Resources Laboratory, Beltsville, Maryland.
- Thomas Meyer: Datenblatt mit Bestimmungsschlüssel und Fotos bei Flora-de: Flora von Deutschland (alter Name der Webseite: Blumen in Schwaben).
- Thunbergs Berberitze на сайті Baumkunde.